# Odé (geslacht)
De familie Odé is een Nederlands geslacht dat in 1955 en in 1982 werd opgenomen in het Nederland's Patriciaat.
Deze familie zou afkomstig zijn uit Dauphiné en Orange (in het zuidoosten van Frankrijk) en zou als hugenotenfamilie gevlucht zijn naar Nederland. Deze veronderstelling is gebaseerd op een passage in een lijkrede op de Utrechts hoogleraar prof. dr. Jacobus Odé, die overleed in 1751. Daarin werd vermeld dat zijn grootvader Jacobus Odé als Jacques Odde La Valée, de enige zoon zou zijn van de quaestor (penningmeester) van de stad Orange. Hij zou naar Nederland gevlucht zijn na de bezetting van het Prinsdom Orange door de koning van Frankrijk. Archiefonderzoek (1982) heeft uitgewezen dat onder de magistratuur van Orange de namen Odé of Odde (la Valée) niet voorkomen, ook kon geen verband met de daar in die tijd wonende familie Odé worden aangetoond.
De stamvader van het Nederlandse geslacht Odé is Jacques Odé (alias Jacques Odde La Valée, zoals hij alleen bij zijn ondertrouw in Nijmegen werd genoemd), die in 1668 trouwde met Anna Maria Fildar. Hij vestigde zich eerst in Ooy en later als koopman en postmeester te Zutphen, waar hij zich Jacobus Odé noemde. Eerder genoemd archiefonderzoek heeft zijn herkomst dus niet kunnen aantonen.
Zijn kleinzoon prof. dr. Jacobus Odé en diens dochter Maria Charlotte Odé voerden als wapen: in blauw negen zilveren ringen in de vorm van een schuinkruis volgens het wapenboek van de regenten van het Sint Sebastiaans- of Cruysgasthuis te Utrecht (in het gemeentearchief aldaar) en volgens een zegel op een brief van laatstgenoemde in de brieven aan het kapittel van Sint Pieter te Utrecht.

## Enkele telgen
- Jacques Odé, koopman in saai, zijde en fluweel en postmeester te Zutphen, diaken van de Waalse kerk in Zutphen in 1686[3]
- Prof. dr. Jacobus Odé (1698-1751), hoogleraar philosophie, theologie, astronomie, wiskunde en proefondervindelijke natuurkunde aan de Universiteit van Utrecht
- Johannes Steven Odé (1714-1755), president zee-en commerciezaken en bank van lening, voorzittend lid Raad van Justitie 1753 te Batavia
- Joachim Frederik Odé (1738-1822), advocaat Hof van Utrecht, veertigraad 1769, raad van Utrecht 1808
- Gabriël Adolph Odé (1856-1897), landshistorieschrijver te Pretoria
- Prof. Arend Willem Maurits Odé (1865-1955), beeldhouwer, hoogleraar boetseer-en beeldhouwkunde te Delft, vicevoorzitter Rijkscommissie voor de Monumentenzorg
- Jan Odé (1906-1991), pianist, oud-directeur Amsterdamsch Conservatorium